# Dietrich Lubs
Dietrich Lubs (* 2. August 1938 in Berlin) ist ein deutscher Industriedesigner der Moderne.

## Leben und Wirken
Dietrich Lubs absolvierte eine Ausbildung zum Schiffbauer in der Kölner „Hansa“-Werft und wurde 1962 vom Unternehmen Braun für das Designer-Team von Dieter Rams eingestellt. Er war mit Detailkonstruktionen, die vereinheitlichte Verwendung der Schrifttype Akzidenz-Grotesk in der Produktgrafik und für die Entwicklung verschiedener Uhren-Serien verantwortlich. 1995 wurde er zum stellvertretenden Leiter der Designabteilung und verließ das Unternehmen 2001.  Weiter entwarf er eine Schreibgeräte-Serie für den japanischen Hersteller Düller und etwa 2010 eine Uhr für den Pforzheimer Uhrenhersteller Laco.

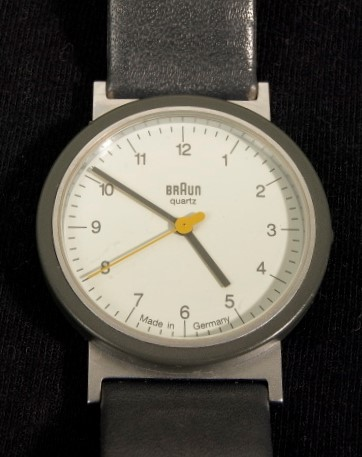
Braun AW 10

Er entwarf zusammen mit Dieter Rams die meisten Braun-Taschenrechner und Uhren sowie einige Blutdruckmessgeräte.
Wichtige Braun-Produktentwicklungen waren:
- 1975 4921 Wecker Phase 3
- 1982 4861 Wanduhr
- 1983 DN 30s / 4808 Digitale Uhr
- 1987 ET 66 Taschenrechner mit Dieter Rams
- 1989 AW 10 Armbanduhr[6]
- 1987 AB 1 Weckuhr
- 1991 DB 10 Funkgesteuerte Weckuhr
- 1991 AW 50 Armbanduhr[2]

## Auszeichnungen
- 1987 Busse Longlife Design Award für den Braun ET 66 Taschenrechner, welcher von Dieter Rams und Dietrich Lubs entworfen worden ist.[7]
- 2014 iF product design award für die Armbanduhr Laco Absolute Quarz.[2][5]

## Patente
In seiner Zeit bei Braun war Lubs an der Veröffentlichung zahlreicher Patente beteiligt. Diese zeigen, dass es nicht nur um Form, sondern insbesondere Funktion in seinem Schaffen ging:
- 100 40 255.0 Anlegevorrichtung für ein Blutdruckmeßgerät, 7. März 2002, Braun GmbH
- 100 40 274.7 Flüssigkristallanzeige, 7. März 2002, Braun GmbH
- 501 05 176.7 Flüssigkristallanzeige mit Bildelementen kreisförmigen oder gerundeten Umrisses, 20. Februar 2002, Braun GmbH
- 590 02 730.1 Weckeruhr, 24. April 1991, Braun GmbH
- 39 34 702.8 Weckeruhr, 11. April 1991, Braun Aktiengesellschaft
- 37 13 917.7 Uhr mit einem Zifferblattträger, 25. August 1988, Braun Aktiengesellschaft
- 36 30 093.4 Weckeruhr, 17. März 1988, Braun Aktiengesellschaft
- 37 71 965.3 Elektrische Weckeruhr mit einer Halterung für eine Batterie, 9. März 1988, Braun Aktiengesellschaft
- 32 42 569.4 Digitalanzeigende elektronische Uhr, 27. September 1984, Braun Aktiengesellschaft
- 33 71 717.6 Digitalanzeigende elektronische Uhr, 13. Juni 1984, Braun Aktiengesellschaft
- 31 31 800.2 Tragbares Rundfunkempfangsgerät, 3. März 1983, Braun Aktiengesellschaft
- 30 30 309.4 Analoganzeigende Uhr, insbesondere Großuhr, 11. März 1982, Braun Aktiengesellschaft
- 29 37 587.9 Vorrichtung zur Befestigung eines Anzeigegerätes, 19. März 1981, Braun Aktiengesellschaft